# Le Center (Minnesota)
Le Center es una ciudad ubicada en el condado de Le Sueur en el estado estadounidense de Minnesota. En el Censo de 2010 tenía una población de 2499 habitantes y una densidad poblacional de 639,41 personas por km².

## Geografía
Le Center se encuentra ubicada en las coordenadas 44°23′10″N 93°43′56″O / 44.38611, -93.73222. Según la Oficina del Censo de los Estados Unidos, Le Center tiene una superficie total de 3.91 km², de la cual 3.91 km² corresponden a tierra firme y (0%) 0 km² es agua.

## Demografía
Según el censo de 2010, había 2499 personas residiendo en Le Center. La densidad de población era de 639,41 hab./km². De los 2499 habitantes, Le Center estaba compuesto por el 89.24% blancos, el 0.2% eran afroamericanos, el 0.2% eran amerindios, el 1.36% eran asiáticos, el 0.04% eran isleños del Pacífico, el 8.44% eran de otras razas y el 0.52% pertenecían a dos o más razas. Del total de la población el 21.01% eran hispanos o latinos de cualquier raza.